# Nazionale femminile di pallavolo del Pakistan
La nazionale femminile di pallavolo del Pakistan è una squadra asiatica ed oceaniana composta dalle migliori giocatrici di pallavolo del Pakistan ed è posta sotto l'egida della Federazione pallavolistica del Pakistan.

## Risultati
La nazionale femminile di pallavolo del Pakistan non si è mai qualificata ad alcuna competizione.